# Font Trobada
La Font Trobada era una font situada a la muntanya de Montjuïc de Barcelona. El seu entorn va ser un dels espais d'esbarjo més importants per als barcelonins de la primera meitat del segle xix, que tenia un cafè.

## Referència històrica
El baró de Maldà, en el seu famós Calaix de Sastre, parla de les fonts de Montjuïc. Aquest escrit data del 1778: «Cosa de poch temps hà se hà descubert una Font, á la que nomenan Trobada al peu de la montanya de Montjuich, que fá proba als que hán begut de la dita aigua, facilitant-los l'orina i purgació del ventrell. Yo no la hé probada per no tenirla menester…» En un memorial dirigit al corregidor deu anys més tard, el 1788, un hortolà exposa que la font coneguda com a Trobada, situada al seu terreny, no té cabal suficient i per tant, ell es dedica a vendre anís i bolados als qui la visiten. Protesta perquè hi ha gent que entra en el seu hort a vendre el mateix que ell, i demana al corregidor que intervingui al respecte.
Era típic pujar a la Font Trobada a celebrar la revetlla de Sant Joan. El 1780 s'havia prohibit encendre fogueres dins la ciutat emmurallada, per por que el foc es propagués a les cases, i això feu que els barcelonins pugessin a les muntanyes properes a fer fogueres, i a collir herbes i beure aigua que, segons la dita popular, la nit de Sant Joan adquireix poders màgics. A la font s'hi pujava pel camí anomenat Torrent dels Tarongers, i en arribar hi havia un pati on hi rajava la font i que, alhora, es feia servir com a pista de ball. L'indret va ser urbanitzat el 1817 i s'hi va col·locar una placa commemorativa que deia: «Año 1817. El teniente general don Andrés Pérez de Herrasti, gobernador de Barcelona, dedica a sus habitantes este delicioso y saludable sitio, descuidado por tantos siglos». El 1818, el capità general de Catalunya, Francisco Javier Castaños Aragóni, hi va edificar una casa i fer un jardí.

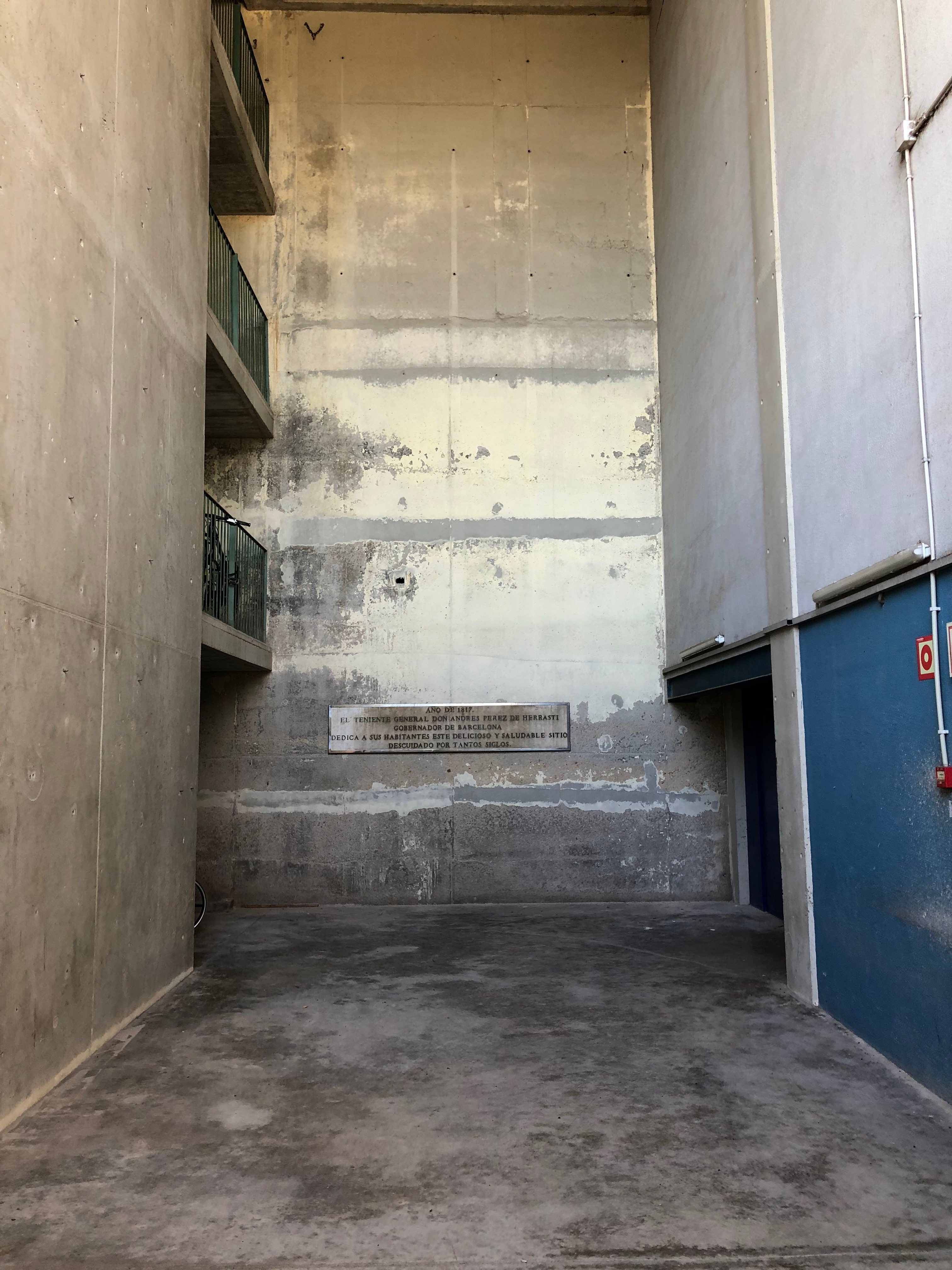
Placa recuperada de l'antiga Font Trobada. Actualment ubicada a les instal·lacions de la Piscina Municipal Montjuïc.

La popularitat d'aquesta font va ser tal, que fins i tot la infanta Luisa Carlota, que un dia de primavera de 1819 va pujar a la muntanya a visitar les pedreres, hi va voler berenar «a l'estil més genuí del país».
Josep Fiter i Inglés, en un article dedicat a les fonts de Montjuïc, que publicà a la revista La Ilustración de Barcelona, el 1882, diu: «Pocos sitios hemos visto en efecto tan pintorescos com el rústico puente que se sostiene entre los árboles de la Font Trobada, casa de recreo que habilitó el teniente general D. Andrés Pérez de Herrasti, gobernador del Principado en 1817, según consigna una lápida enclavada debajo del balcón. Aquel ilustre militar proporcionó así a los honrados menestrales de Barcelona, lugar de higiénico esparcimiento a que tan aficionadas se muestran siempre la poblaciones obreras." A final del segle xix continuava sent un lloc d'esbarjo important a Barcelona.
Durant molts anys va acollir trobades d'agrupacions còmico-festives com la Colla de l’Arròs o la Colla de l’Esqueixada que, encomanades a Sant Muç, desfilaven pel Raval amb grans culleres i forquilles enfilant cap la Font Trobada on hi feien un arròs amb conill o una costellada. El cafè-fonda fou regentat per un gallec i va acollir posteriorment el restaurant Rías Baixas, punt de reunió d'immigrants originaris de Galícia que enyoraven la seva terra. La Font Trobada va subsistir durant anys, fins a finals dels anys 1980.
A l'indret ja s'hi ubicava el anys 1960 la piscina municipal. Amb la construcció de la piscina descoberta del Club Natació Montjuïc, la font va quedar a l'interior del bar de la piscina, i quan el 1992 Antoni Moragas va construir la nova piscina olímpica sobre l'antiga, la font va desaparèixer definitivament.